# TT162
TT162 (Theban Tomb 162) è la sigla che identifica una delle Tombe dei Nobili ubicate nell’area della cosiddetta Necropoli Tebana, sulla sponda occidentale del Nilo dinanzi alla città di Luxor, in Egitto. Destinata a sepolture di nobili e funzionari connessi alle case regnanti, specie del Nuovo Regno, l'area venne sfruttata, come necropoli, fin dall'Antico Regno e, successivamente, sino al periodo Saitico (con la XXVI dinastia) e Tolemaico.

## Titolare
TT162 era la tomba di:
| Titolare              | Titolo                                                                 | Necropoli       | Dinastia/Periodo | Note                                                                                         |
| --------------------- | ---------------------------------------------------------------------- | --------------- | ---------------- | -------------------------------------------------------------------------------------------- |
| nome perduto, Kenamon | Sindaco della Città Meridionale (Tebe), Supervisore dei granai di Amon | Dra Abu el-Naga | XVIII dinastia   | parzialmente incendiata; a breve distanza, a nord-est della TT161 versante sud della collina |

## Biografia
Unica notizia, ricavabile da un cono funerario intestato a Kenamon, è il nome della moglie Mut-Tuy. Lo stesso nome del titolare della tomba è stato ricavato da un cono funerario.

## La tomba
TT162 è inaccessibile e già nella catalogazione data nel 1913 da Alan Gardiner e Arthur Weigall viene indicata come "parzialmente incendiata". Planimetricamente la tomba si presenta con forma a "T" rovesciata, tipica delle sepolture del periodo. 
Un corridoio dà accesso a una sala trasversale: sulle pareti (1 in planimetria), su due registri sovrapposti, il defunto seguito dalla moglie e dal quattro donne con sistri e fiori, offre incenso su un braciere mentre tre uomini offrono libagioni al defunto (?); navi da carico siriane e siriani che trasportano merci ad un mercato. Sulla parete opposta (2), solo frammenti di un uomo con una pila di giare. Altre immagini (4) del defunto con altri due uomini che offrono mazzi di fiori e uccelli al re e assistono a scene di aratura; sulla parete opposta (3), su due registri, il defunto e la moglie seduti, con una scimmia, un'oca e un cane sotto la sedia; in due scene il figlio, sotto la cui sedia è rappresentato materiale scrittorio da scriba, in qualità di prete sem offre libagioni al defunto e il defunto, seguito dalla moglie, da portatori di offerte e da parenti, in offertorio di aromi su un braciere.
Dalla sala trasversale si accede direttamente a una sala perpendicolare alla precedente, senza alcun corridoio di immissione. Sulle pareti, molto danneggiate, il defunto incontra i genitori (5); il defunto con la moglie (6) e familiari in offertorio a Osiride; su due registri (7) scene della processione funeraria, in presenza di Anubi e Hathor, e del pellegrinaggio ad Abido con barche che trasportano cavalli; i resti (8) di scene della processione funeraria, con portatori di offerte e prefiche.

### Annotazioni
1. ↑  La numerazione dei locali e delle pareti segue quella di Porter e Moss 1927, p. 272.
2. ↑  La prima numerazione delle tombe, dalla numero 1 alla 253, risale al 1913 con l’edizione del "Topographical Catalogue of the Private Tombs of Thebes" di Alan Gardiner e Arthur Weigall. Le tombe erano numerate in ordine di scoperta e non geografico; ugualmente in ordine cronologico di scoperta sono le tombe dalla 253 in poi.
3. ↑  I campi della Duat, ovvero l'aldilà egizio, si trovavano, secondo le credenze, proprio sulla riva occidentale del grande fiume.
4. ↑  Nella sua epoca di utilizzo, l'area era nota come "Quella di fronte al suo Signore" (con riferimento alla riva orientale, dove si trovavano le strutture dei Palazzi di residenza dei re e i templi dei principali dei) o, più semplicemente, "Occidente di Tebe".
5. ↑  le Tombe dei Nobili, benché raggruppate in un'unica area, sono di fatto distribuite su più necropoli distinte.
6. ↑  Le note, sovente di inquadramento topografico della tomba, sono tratte dal "Topographical Catalogue" di Gardiner e Weigall, ed. 1913 e fanno perciò riferimento alla situazione dell'epoca.
7. ↑  Il "sem" era il prete, o l'erede, cui competeva la cerimonia di apertura della bocca per consentire al defunto di vivere pienamente della Duat.

### Fonti
1. ↑  Gardiner e Weigall 1913.
2. ↑  Donadoni 1999,  p. 115.
3. ↑  Gardiner e Weigall 1913, p. 30.
4. 1 2  Porter e Moss 1927,  p. 275.
5. ↑  Gardiner e Weigall 1913, pp. 30-31.
6. ↑  Gardiner e Weigall 1913, p. 31.
7. ↑  Georges Daressy (1864-1938), egittologo francese, ricavò i titoli del defunto e, tra gli altri, quello di "Occhi del re nelle terre del nord e orecchie di Haremmaat...".
8. ↑  Porter e Moss 1927,  p. 274.
9. ↑  Porter e Moss 1927,  pp. 275-276.